# 랴잔스키 프로스펙트역
랴잔스키 프로스펙트 역(러시아어: Рязанский проспект)은 모스크바 지하철 타간스코 크라스노프레스넨스카야 선의 역이다. 역명은 "랴잔스키 대로"에서 유래한 것이다.

## 역사
1966년 12월 31일에 개장하였다.

## 구조
1면 2선의 섬식 플랫폼 구조이고, 지하 역사이다.
본 역의 구조는 중앙 플랫폼의 폭이 작아 3단 소형의 기둥이다. 전형적인 조립 프로젝트에 의하여 역에는 2개 / 2개 / 2개의 행이 있고, 길이는 6m이다.
그 기둥들은 회색의 파도를 연상시켜주고, 플랫폼 옆의 벽은 도자기 타일들로 덮여 있다. 맨 위에는 흰색과 빨간 색, 아래에 검은 색으로, 바닥은 회색과 분홍색으로 장식되어 있다.